# Niederleis (Herrschaft)
Die Herrschaft Niederleis war eine Grundherrschaft im Viertel unter dem Manhartsberg im Erzherzogtum Österreich unter der Enns, dem heutigen Niederösterreich.

## Ausdehnung
Die Herrschaft, zu der auch Niedersulz zählte, umfasste zuletzt die Ortsobrigkeit über Au, Pürstendorf, Ebersdorf, Helfens, Niederleis, Erdpreß, Niedersulz, Rannersdorf und Wetzleinsdorf. Der Sitz der Verwaltung befand sich im Schloss Niederleis.

## Geschichte
Der letzte Inhaber der Stiftsherrschaft war Edmund Komáromy in seiner Funktion als Abt des Stifts Heiligenkreuz, der die Herrschaft nach den Reformen 1848/1849 auflöste.